# 조지 메릿
조지 메릿(영어: George Merritt, 1890년 9월 27일 ~ 1977년 9월 27일)은 잉글랜드 출신의 배우이다. 해머사 영화 《괴인 드라큐라》(1958)에 출연했다.

## 출연 작품
- 닥터 몬스터 (1971)
- 풍운아 크롬웰 (1970)
- 괴인 드라큐라 (1958)
- 4중주 (1949)
- 워털루 가 (1945)
- 기브 어스 더 문 (1944)
- 캔터베리 이야기 (1944)
- 선봉에서 (1944)
- 사라진 비행사들 (1939)
- 스칼렛 핌퍼넬 2 (1938)
- 영 앤 이노센트 (1937)
- 맨 비하인드 더 마스크 (1936)
- 파이어 레이저스 (1934)